# Лайба

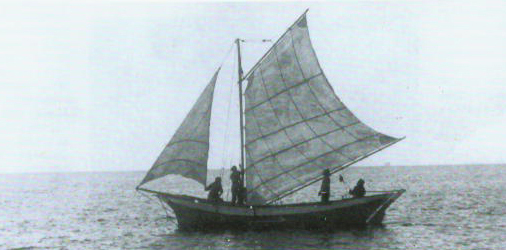
Лайба в водах Финского залива

Ла́йба (фин. laiva) — местное название деревянных парусных судов Балтийского бассейна с одной или двумя мачтами для перевозки несрочных грузов.
Водоизмещение от 50 до 400 тонн, тип парусного вооружения — иол или шхуна. Двигатели не применялись до 1920 годов. Экипаж от 3 до 5 человек, обычно шведы или финны. Использовались вплоть до Второй мировой войны на местных нерегулярных перевозках грузов.
Основные порты: Петербург, Выборг, Кронштадт (каботажная гавань), Або, Ревель, Стокгольм.

## В финском контексте
Слово "лайва" (фин. laiva) в переводе с финского обозначает любой корабль, судоходное судно и всё, что крупнее гребной лодки. Также сейчас называются и многопалубные паромы, курсирующие между Хельсинки и Стокгольмом или Таллином 